# Saint-Chabrais
Saint-Chabrais este o comună în departamentul Creuse din centrul Franței. În 2009 avea o populație de 322 de locuitori.

## Evoluția populației
| An        | 1975 | 1982 | 1990 | 1999 | 2006 | 2009 |
| --------- | ---- | ---- | ---- | ---- | ---- | ---- |
| Populație | 469  | 399  | 379  | 335  | 330  | 322  |